# Verwaltungsgemeinschaft Walderbach
Die Verwaltungsgemeinschaft Walderbach liegt im Oberpfälzer Landkreis Cham und wird von folgenden Gemeinden gebildet:
1. Reichenbach, 1291 Einwohner, 10,53 km²
2. Walderbach, 2346 Einwohner, 34,92 km²

Sitz der Verwaltungsgemeinschaft ist Walderbach.